# Hōzuki no Reitetsu
Hōzuki no Reitetsu (鬼灯の冷徹) és un manga i sèrie d'animació japonesa escrita i il·lustrada per Natsumi Eguchi. La trama gira al voltant de Hozuki, un dimoni sàdic que treballa com a Cap de Personal o de Gabinet del Gran Rei Emma (Jutge i governant dels inferns japonesos). La història destaca per tenir un alt humor negre, barrejant personatges i llegendes de la mitologia japonesa amb altres personatges i faules de la cultura occidental.
El manga es va publicar per Kodansha a la revista Weekly Morning, entre març del 2011 i gener del 2020, amb capítols recollits en trenta volums de Tankobon. Tanmateix, el manga es va adaptar a una sèrie d'anime de televisió; Wit Studio va produir la primera temporada el 2014. Uns anys després, van canviar d'estudi d'animació, i l'encarregat de fer una segona temporada va caure sobre Studio Deen durant el 2017-2018. Va ser l'antic estudi el que va produir tres DVD d'animació original (OADs) durant el 2015, mentre que el segon estudi en va produir un altre durant el 2017. L'estudi Pine Jam va produir tres OVA més entre el 2019 i el 2020.
Al país nipó, el manga Hōzuki no Reitetsu tenia més d'11 milions d'exemplars impresos el maig del 2019. Tant el manga com l'anime han sortit seleccionats, en diverses ocasions, entre els deu primers dins dels llistats setmanals com els més venuts en els seus respectius mitjans de comunicació. En general l'anime ha obtingut bones crítiques en anglès i va ser elegit com un dels millors animes del 2014.